# 3-й штурмовой авиационный корпус
3-й штурмовой авиационный Минский ордена Кутузова корпус (3-й шак) — соединение Военно-Воздушных сил (ВВС) Вооружённых Сил СССР, принимавшее участие в боевых действиях Великой Отечественной войны.

## Наименования корпуса
- 3-й штурмовой авиационный корпус;
- 3-й штурмовой авиационный Минский корпус;
- 3-й штурмовой авиационный Минский ордена Кутузова корпус.

## История и боевой путь корпуса
Корпус сформирован в октябре 1942 года на базе управления 226-й штурмовой авиационной дивизии на основании Приказа НКО СССР. В марте 1943 года в составе корпуса в районе Тулы в составе ВВС Московского военного округа сформированы две штурмовые авиадивизии:
- 307-я штурмовая авиационная дивизия;
- 308-я штурмовая авиационная дивизия;
- 407-я отдельная авиационная эскадрилья связи.

С 23 мая корпус вошёл в оперативное подчинение 15-й воздушной армии Брянского фронта и в июле приступил к боевым действиям в Орловской и Брянской наступательных операциях, поддерживая войска фронта в наступлении из района Мценска на Орёл, Брянск и Гомель составом двух штурмовых авиадивизий.
В ноябре 1943 года корпус переброшен в район Великие Луки на 1-й Прибалтийский фронт, где базировался до весны 1944 года. Дивизии поддерживали войска фронта в Городокской операции, в частных операциях на витебском и полоцком направлениях. Весной 1944 года 307-я штурмовая авиационная дивизия передислоцирована в район города Демидов на пополнение лётным составом и техникой.
Летом 1944 года корпус в составе 1-й воздушной армии 3-го Белорусского фронта принимал участие в Белорусской, Витебско-Оршанской, Минской, Вильнюсской и Каунасской операциях, затем в боях под Шяуляем. Соединения корпуса отличились в боях при освобождении городов Витебск, Дубровно, Лида, Молодечно, Минск. В ходе этих операций части 308-й штурмовой авиадивизии поддерживали соединения и части 2-го гвардейского Тацинского танкового корпуса в боях за Минск. За отличие в боях соединениям корпуса присвоены почётные наименования Лидская, Краковская, Ченстоховская, а полкам Витебский, Оршанский, Молодечненский, Домбровский, Катовицкий. Корпусу за отличия в боях при освобождении города Минска присвоено почётное наименование Минский.
Осенью 1944 года корпус переброшен на 1-й Украинский фронт в состав 2-й воздушной армии в район Львова, Броды, Радзехув. Зимой 1944 года и в течение 1945 года 3-й штурмовой авиационный Минский корпус поддерживал войска фронта в Сандомирско-Силезской, Нижне-Силезской, Верхне-Силезской, Берлинской и Пражской операциях, в боях за освобождение городов Краков, Катовице, Мысловице, Обер-Глогау, Ратибр, Оппельна, Лигниц, Бауцен и далее в наступлении на Дрезден и Прагу.
За отличия в боях при прорыве обороны противника на реке Нейсе и успешное выполнений заданий командования 3-й штурмовой авиационный Минский корпус Указом Президиума Верховного Совета СССР награждён орденом «Кутузова II степени». Войну корпус закончил на аэродромах в Чехословакии Простеёв (308-я штурмовая авиадивизия) и Брно (307-я штурмовая авиадивизия).
В составе действующей армии корпус находился с 23 мая 1943 года по 18 марта 1944 года, с 29 мая по 7 сентября 1944 года и с 14 ноября 1944 года по 11 мая 1945 года.
После войны корпус в составе двух дивизий входил в состав 2-й воздушной армии 1-го Украинского фронта (с 10 июня Центральной группы войск) и базировался на аэродромах Брно и Простеёв (Чехословакия). В августе 1945 года корпус в полном составе перебазирован на аэродромы Австрии Ундервальтерсдорф и Винер-Нойштадт. В связи с массовым послевоенным сокращением корпус в полном составе в январе 1946 года был расформирован во 2-й воздушной армии Центральной группы войск.

## В составе объединений
| Объединение                                     | Период                  |
| ----------------------------------------------- | ----------------------- |
| авиация Резерва Ставки ВГК                      | 10.1942 — 23.05.1943    |
| 15-я воздушная армия Брянского фронта           | 23.05.1943 — 10.10.1943 |
| 15-я воздушная армия Прибалтийского фронта      | 10.10.1943 — 20.10.1943 |
| 15-я воздушная армия 2-го Прибалтийского фронта | 20.10.1943 − 11.1943    |
| 3-я воздушная армия 1-го Прибалтийского фронта  | 11.1943 — 18.03.1944    |
| авиация Резерва Ставки ВГК                      | 18.03.1944 — 29.05.1944 |
| 1-я воздушная армия 3-го Белорусского Фронта    | 29.05.1944 — 07.09.1944 |
| 6-я воздушная армия авиации Резерва Ставки ВГК  | 07.09.1944 — 31.10.1944 |
| авиация Резерва Ставки ВГК                      | 31.10.1944 — 14.11.1944 |
| 2-я воздушная армия 1-го Украинского фронта     | 14.11.1944 — 10.06.1945 |
| 2-я воздушная армия Центральная группа войск    | 10.06.1945 — 01.06.1946 |

## Соединения и части корпуса
- 307-я штурмовая авиационная Лидская Краснознамённая ордена Суворова дивизия
  - 211-й штурмовой авиационный полк
  - 154-й гвардейский штурмовой авиационный Оршанский Краснознамённый ордена Богдана Хмельницкого полк
  - 621-й штурмовой авиационный Оршанский Краснознамённый ордена Суворова полк
  - 893-й штурмовой авиационный Витебский Краснознамённый полк
- 308-я штурмовая авиационная Краковская Краснознамённая ордена Суворова дивизия
  - 135-й штурмовой авиационный Витебский Краснознамённый полк
  - 624-й штурмовой авиационный Молодечненский орденов Кутузова и Богдана Хмельницкого полк
  - 948-й штурмовой авиационный Оршанский ордена Богдана Хмельницкого полк
- 181-я истребительная Ченстоховская ордена Кутузова авиационная дивизия
  - 53-й истребительный Домбровский ордена Александра Невского авиационный полк
  - 306-й истребительный авиационный полк
  - 355-й истребительный орденов Кутузова и Александра Невского авиационный полк
- 407-я отдельная авиационная эскадрилья связи
- 266-я отдельная рота связи
- 51-й отдельный взвод аэрофотослужбы
- 2172 военно-почтовая станция

## Командование корпуса
- Полковник, генерал-майор авиации (с 17 марта 1943 года) Горлаченко Михаил Иосифович[5][1] с 6 декабря 1942 года по июнь 1945 года
- Генерал-майор авиации Рубанов Степан Ульянович с июня 1945 года по июнь 1946 года.

## Участие в операциях и битвах
- Курская битва:
  - Орловская стратегическая наступательная операция[1] — с 12 июля 1943 года по 18 августа 1943 года.
- Брянская операция[1] — с 17 августа 1943 года по 3 октября 1943 года.
- Городокская операция[1] — с 13 октября 1943 года по 31 октября 1943 года.
- Белорусская операция «Багратион»[1] — с 23 июня 1944 года по 29 августа 1944 года.
  - Витебско-Оршанская операция[1] — с 23 июня 1944 года по 28 июня 1944 года.
  - Минская операция[1] — с 29 июня 1944 года по 4 июля 1944 года.
  - Каунасская наступательная операция[1] — с 28 июля 1944 года по 28 августа 1944 года.
  - Вильнюсская наступательная операция[1] — с 5 июля 1944 года по 20 июля 1944 года.
  - Шяуляйская операция[1] — с 5 июля 1944 года по 31 июля 1944 года.
- Висло-Одерская стратегическая наступательная операция
  - Сандомирско-Силезская операция[1] — с 12 января 1945 года по 3 февраля 1945 года.
- Нижне-Силезская наступательная операция[1] — с 8 февраля 1945 года по 24 февраля 1945 года.
- Верхне-Силезская наступательная операция[1] — с 15 марта 1945 года по 31 марта 1945 года.
- Берлинская наступательная операция[1] — с 16 апреля 1945 года по 8 мая 1945 года.
- Пражская операция[1] — с 6 мая 1945 года по 11 мая 1945 года.

## Гвардейские части
- 211-й штурмовой авиационный полк переименован в 154-й гвардейский штурмовой авиационный полк[6]

## Почётные наименования
- 3-му штурмовому авиационному корпусу за отличие в боях при овладении столицей Советской Белоруссии городом Минск — важнейшим стратегическим узлом обороны немцев на западном направлении Приказом НКО на основании Приказа ВГК № 128 от 3 июля 1944 года присвоено почётное наименование «Минский»[7].
- 181-й истребительной авиационной дивизии за отличие в боях при овладении городами Ченстохова, Пшедбуж и Радомско Приказом НКО № 013 от 19 февраля 1945 года на основании Приказа ВГК № 225 от 17 января 1945 года присвоено почётное наименование «Ченстоховская»[8].
- 307-й штурмовой авиационной Краснознамённой дивизии за отличия в боях при овладении городом Лида приказом НКО в соответствии с Приказом ВГК № 133 от 9 июля 1944 года присвоено почётное наименование «Лидская»[9].
- 308-й штурмовой авиационной Краснознамённой дивизии за отличие в боях при овладении древней столицей и одним из важнейших культурно-политических центров союзной Польши городом Краков — мощным узлом обороны немцев, прикрывающим подступы к Домбровскому угольному району Приказом НКО на основании Приказа ВГК № 230 от 19 января 1945 года присвоено почётное наименование «Краковская»[10].
- 53-му истребительному авиационному полку за отличие в боях при овладении городами Сосновец, Бендзин, Домброва-Гурне, Челядзь и Мысловице — крупными центрами Домбровского угольного района Приказом НКО от 5 апреля 1945 года в соответствии с Приказом ВГК № 259 от 27.01.1945 г. присвоено почётное наименование «Домбровский»[11].
- 135-му штурмовому авиационному полку за отличие в боях за овладение крупным областным центром Белоруссии городом Витебск — важным стратегическим узлом обороны немцев на западном направлении приказом НКО в соответствии с Приказом ВГК № 120 от 25 июня 1944 года присвоено почётное наименование «Витебский»[12].
- 154-му гвардейскому штурмовому авиационному полку за отличие в боях при овладении городом и оперативно важным железнодорожным узлом Орша — мощным бастионом обороны немцев, прикрывающим минское направление приказом НКО от 6 июля 1944 года в соответствии с Приказом ВГК № 121 от 27 июня 1944 года присвоено почётное наименование «Оршанский»[13].
- 306-му истребительному авиационному полку pа отличие в боях при овладении в Домбровском угольном районе городами Катовице, Семяновиц, Крулевска Гута (Кенигсхютте), Миколув (Николаи) и в Силезии городом Беутен Приказом НКО от 5 апреля 1945 года в соответствии с Приказом ВГК № 261 от 28 января 1945 года присвоено почётное наименование «Катовицкий»[14].
- 621-му штурмовому авиационному полку за отличие в боях при овладении городом и оперативно важным железнодорожным узлом Орша — мощным бастионом обороны немцев, прикрывающим минское направление приказом НКО от 6 июля 1944 года в соответствии с Приказом ВГК № 121 от 27 июня 1944 года присвоено почётное наименование «Оршанский»[13]
- 624-му штурмовому авиационному полку за отличие в боях при овладении городом и крупным железнодорожным узлом Молодечно — важным опорным пунктом обороны немцев, прикрывающим пути на Вильно и Лиду Приказом НКО на основании Приказа ВГК № 130 от 5 июля 1944 года присвоено почётное наименование «Молодечненский»[15].
- 893-му штурмовому авиационному полку за отличие в боях за овладение крупным областным центром Белоруссии городом Витебск — важным стратегическим узлом обороны немцев на западном направлении приказом НКО в соответствии с Приказом ВГК № 120 от 25 июня 1944 года присвоено почётное наименование «Витебский»[12].
- 948-му штурмовому авиационному полку за отличие в боях при овладении городом и оперативно важным железнодорожным узлом Орша — мощным бастионом обороны немцев, прикрывающим минское направление приказом НКО от 6 июля 1944 года в соответствии с Приказом ВГК № 121 от 27 июня 1944 года присвоено почётное наименование «Оршанский»[13].

## Награды
- 3-й штурмовой авиационный Минский корпус Указом Президиума Верховного Совета СССР от 28 мая 1945 года за образцовое выполнение заданий командования в боях при прорыве обороны немцев на реке Нейсе и овладении городами Коттбус, Люббен, Цоссен, Беелитц, Лукенвальде, Тройенбритцен, Цана, Мариенфельде, Треббин, Рангсдорф, Дидерсдорф и Кельтов и проявленные при этом доблесть и мужество награждён орденом «Кутузова II степени»[16].
- 181-я истребительная авиационная Ченстоховская дивизия Указом Президиума Верховного Совета СССР от 26 апреля 1945 года за образцовое выполнение заданий командования в боях с немецкими захватчиками при овладении городами Нейссе и Леобшютц и проявленные при этом доблесть и мужество награждена орденом Кутузова II степени[16].
- 307-я штурмовая авиационная дивизия Указом Президиума Верховного Совета СССР от 21 декабря 1943 года за успешно проведённую операцию по прорыву сильно укреплённой обороны немцев к югу от города Невель награждена орденом «Красного Знамени»[17].
- 307-я штурмовая авиационная Лидская Краснознамённая дивизия за образцовое выполнение заданий командования в боях с немецкими захватчиками при овладении городами Сосновец, Бендзин, Домброва-Гурне, Челядзь и Мысловице и проявленные при этом доблесть и мужество Указом Президиума Верховного Совета СССР от 5 апреля 1945 года награждена орденом «Суворова II степени»[16].
- 308-я штурмовая авиационная дивизия 22 октября 1944 года Указом Президиума Верховного Совета СССР за образцовое выполнение заданий командования в боях с немецкими захватчиками при прорыве обороны противника юго-восточнее города Рига и проявленные при этом доблесть и мужество дивизия награждена орденом Красного Знамени[18].
- 308-я штурмовая авиационная Краковская Краснознамённая дивизия за образцовое выполнение боевых заданий командования в боях с немецкими захватчиками при овладении городом Бреславль (Бреслау) и проявленные при этом доблесть и мужество Указом Президиума Верховного Совета СССР от 4 июня 1945 года награждена орденом «Суворова II степени»[16].
- 53-й истребительный авиационный Домбровский полк за образцовое выполнение боевых заданий командования в боях при прорыве обороны немцев и разгроме войск противника юго-западнее Оппельна и проявленные при этом доблесть и мужество Указом Президиума Верховного Совета СССР от 26 апреля 1945 года награждён орденом «Александра Невского»[16].
- 135-й штурмовой авиационный Витебский полк за образцовое выполнение заданий командования в боях с немецкими захватчиками при овладении городом Вильнюс и проявленные при этом доблесть и мужество Указом Президиума Верховного Совета СССР от 25 июля 1944 года награждён орденом «Красного Знамени»[18].
- 154-й гвардейский штурмовой авиационный Оршанский полк за образцовое выполнение заданий командования в боях с немецкими захватчиками при овладении городам Вильнюс и проявленные при этом доблесть и мужество Указом Президиума Верховного Совета СССР от 25 июля 1944 года награждён орденом «Красного Знамени»[18].
- 154-й гвардейский штурмовой авиационный Оршанский Краснознамённый полк за образцовое выполнение заданий командования в боях с немецкими захватчиками, за овладение городам Ченстохова, Пшедбуж и Радомско, и проявленные при этом доблесть и мужество Указом Президиума Верховного Совета СССР от 19 февраля 1944 года награждён орденом «Богдана Хмельницкого II степени»[16].
- 306-й истребительный авиационный Катовицкий полк за образцовое выполнение боевых заданий командования в боях при прорыве обороны немцев и разгроме войск противника юго-западнее Оппельна и проявленные при этом доблесть и мужество Указом Президиума Верховного Совета СССР от 26 апреля 1945 года награждён орденом «Богдана Хмельницкого II степени».
- 355-й истребительный авиационный полк за образцовое выполнение боевых заданий командования в боях при очищении от противника Домбровского угольного района и южной части промышленного района немецкой Верхней Силезии и проявленные при этом доблесть и мужество Указом Президиума Верховного Совета СССР от 5 апреля 1945 года награждён орденом «Александра Невского»[16].
- 355-й истребительный авиационный ордена Александра Невского полк за образцовое выполнение боевых заданий командования в боях с немецкими захватчиками при овладении городами Ратибор и Бискау и проявленные при этом доблесть и мужество Указом Президиума Верховного Совета СССР от 26 апреля 1945 года награждён орденом «Кутузова III степени».
- 621-й штурмовой авиационный Оршанский Краснознамённый полк за образцовое выполнение заданий командования в боях с немецкими захватчиками, за овладение городом Краков и проявленные при этом доблесть и мужество Указом Президиума Верховного Совета СССР от 19 февраля 1944 года награждён орденом «Суворова III степени»[16].
- 621-й штурмовой авиационный Оршанский полк за образцовое выполнение заданий командования в боях с немецкими захватчиками, за овладение столицей Советской Белоруссии городом Минск и проявленные при этом доблесть и мужество Указом Президиума Верховного Совета СССР от 23 июля 1944 года награждён орденом «Красного Знамени»[18].
- 624-й штурмовой авиационный Молодечненский полк за образцовое выполнение заданий командования в боях с немецкими захватчиками при овладении городами Сосновец, Бендзин, Домброва-Гурне, Челядзь и Мысловице и проявленные при этом доблесть и мужество Указом Президиума Верховного Совета СССР от 5 апреля 1945 года награждён орденом «Богдана Хмельницкого II степени»[16].
- 624-й штурмовой авиационный Молодечненский ордена Богдана Хмельницкого полк за образцовое выполнение боевых заданий командования в боях при прорыве обороны немцев и разгроме войск противника юго-западнее Оппельн и проявленные при этом доблесть и мужество Указом Президиума Верховного Совета СССР от 26 апреля 1945 года награждён орденом «Кутузова III степени»[16].
- 893-й штурмовой авиационный Витебский полк за образцовое выполнение заданий командования в боях с немецкими захватчиками, за овладение городом Лида и проявленные при этом доблесть и мужество Указом Президиума Верховного Совета СССР от 25 июля 1944 года награждён орденом «Красного Знамени»[18].
- 948-й штурмовой авиационный Оршанский полк за образцовое выполнение боевых заданий командования в боях при прорыве обороны немцев и разгроме войск противника юго-западнее Оппельн и проявленные при этом доблесть и мужество Указом Президиума Верховного Совета СССР от 26 апреля 1945 года награждён орденом «Богдана Хмельницкого II степени»[16].

## Благодарности Верховного Главнокомандования
За проявленные образцы мужества и героизма воинам корпуса Верховным Главнокомандующим объявлены благодарности:
- За отличие в боях при прорыве сильно укреплённой и развитой в глубину обороны Витебского укреплённого района немцев немцев, южнее города Витебск, на участке протяжением 30 километров, продвижении в глубину за два дня наступательных боёв до 25 километров и расширении прорыва до 80 километров по фронту, освобождении более 300 населённых пунктов[19].
- За отличие в боях за овладение крупным областным центром Белоруссии городом Витебск — важным стратегическим узлом обороны немцев на западном направлении[12].
- За отличие в боях при овладении городом и оперативно важным железнодорожным узлом Орша — мощным бастионом обороны немцев, прикрывающим минское направление[13].
- За отличие в боях при овладении городами Ченстохова, Пшедбуж и Радомско[8].
- За отличие в боях при овладении древней столицей и одним из важнейших культурно-политических центров союзной нам Польши городом Краков — мощным узлом обороны немцев, прикрывающим подступы к Домбровскому угольному району[10].
- За отличие в боях при овладении центром Силезского промышленного района городом Глейвиц и в Польше городом Хжанув[20].
- За отличие в боях при овладении городами Сосновец, Бендзин, Домброва-Гурне, Челядзь и Мысловице — крупными центрами Домбровского угольного района[11].
- За отличие в боях при овладении в Домбровском угольном районе городами Катовице, Семяновиц, Крулевска Гута (Кенигсхютте), Миколув (Николаи) и в Силезии городом Беутен[14].
- За разгром окружённой группировки противника юго-западнее Оппельна и овладении в Силезии городами Нойштадт, Козель, Штейнау, Зюльц, Краппитц, Обер-Глогау, Фалькенберг[21].
- За отличие в боях при овладении в Силезии, западнее Одера, городами Нейссе и Леобшютц[22].
- За отличие в боях при овладении городами Котбус, Люббен, Цоссен, Беелитц, Лукенвальде, Тройенбритцен, Цана, Мариенфельде, Треббин, Рангсдорф, Дидерсдорф, Тельтов и вход с юга в столицу Германии Берлин[23].